# Quinsac, Gironde
Quinsac là một xã trong tỉnh Gironde, thuộc vùng Nouvelle-Aquitaine của nước Pháp, có dân số là 1764 người (thời điểm 1999). Nguồn thu nhập nông nghiệp chính là trồng nho. Quinsac nằm trong "Premières Côtes de Bordeaux", nơi sản xuất rượu vang chất lượng cao. Làng nằm cạnh bờ phải của sông Garonne.

## Nhân khẩu học
| 1962  | 1968  | 1975  | 1982  | 1990  | 1999  |
| ----- | ----- | ----- | ----- | ----- | ----- |
| 1 239 | 1 422 | 1 527 | 1 829 | 1 866 | 1 764 |